# Bamor
Bamor (o Bamor Kalan) è una suddivisione dell'India, classificata come nagar panchayat, di 25.222 abitanti, situata nel distretto di Morena, nello stato federato del Madhya Pradesh. In base al numero di abitanti la città rientra nella classe III (da 20.000 a 49.999 persone).

## Geografia fisica
La città è situata a 24° 53' 60 N e 78° 9' 0 E e ha un'altitudine di 353 m s.l.m..

## Società

### Evoluzione demografica
Al censimento del 2001 la popolazione di Bamor assommava a 25.222 persone, delle quali 13.607 maschi e 11.615 femmine. I bambini di età inferiore o uguale ai sei anni assommavano a 4.599, dei quali 2.428 maschi e 2.171 femmine. Infine, coloro che erano in grado di saper almeno leggere e scrivere erano 14.701, dei quali 9.514 maschi e 5.187 femmine.